# ماهی حلوای لیمویی
ماهی حلوای لیمویی (نام علمی: Microstomus kitt) نام یک گونه از زیرخانواده راست‌رویان است.